# Rhododendron rhodosalpinx
Rhododendron rhodosalpinx är en ljungväxtart som beskrevs av Herman Otto Sleumer. Rhododendron rhodosalpinx ingår i släktet rododendron, och familjen ljungväxter. Inga underarter finns listade i Catalogue of Life.